# Acnephalum dorsale
Acnephalum dorsale är en tvåvingeart som beskrevs av Macquart 1838. Acnephalum dorsale ingår i släktet Acnephalum och familjen rovflugor. Inga underarter finns listade i Catalogue of Life.